# Pedassaare (Haljala)
Pedassaare (Duits: Paddasaar) is een plaats in de Estlandse gemeente Haljala, provincie Lääne-Virumaa. De plaats heeft de status van dorp (Estisch: küla) en telt 8 inwoners (2021). In 2000 waren dat er 14.
Tot in 2017 hoorde Pedassaare bij de gemeente Vihula. Die ging in dat jaar op in de gemeente Haljala.

## Ligging

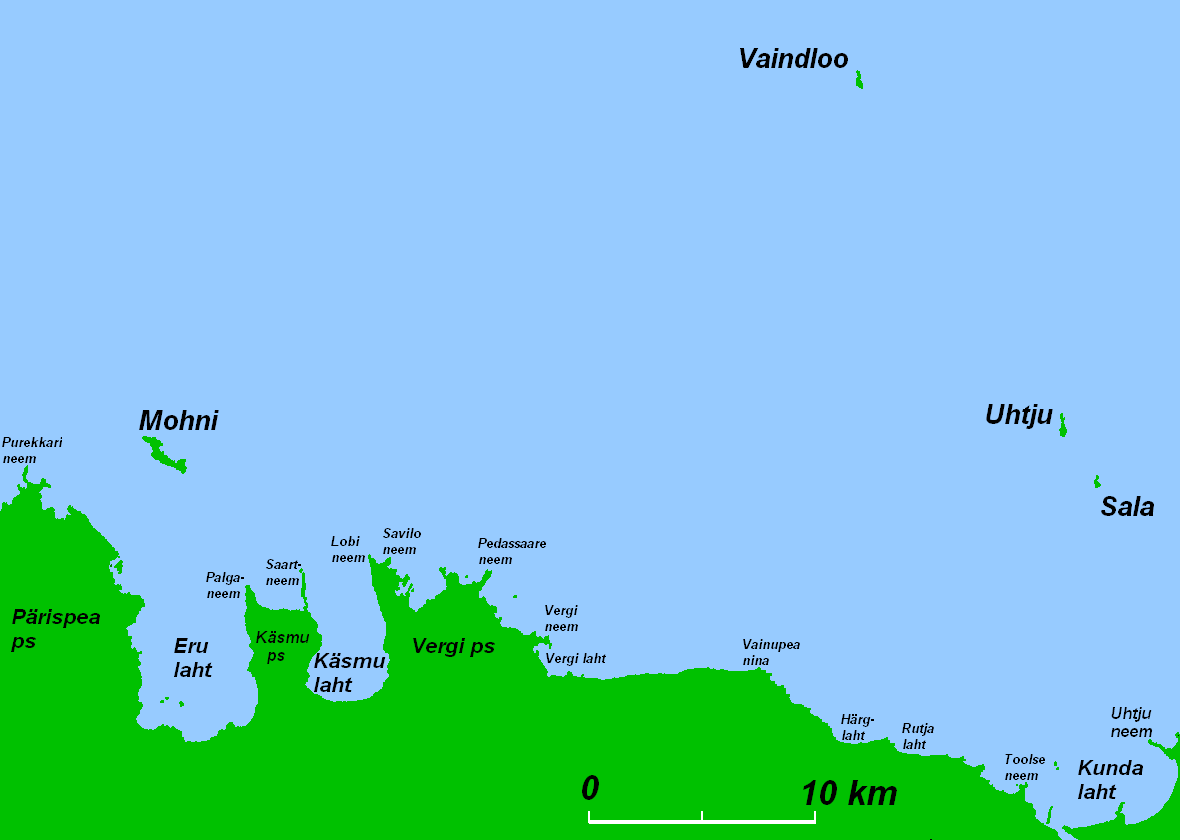
Baaien en kapen aan Estlands noordkust

Pedassaare ligt aan de Finse Golf, op de noordoostelijke punt van het schiereiland Vergi (Estisch: Vergi poolsaar). Bij het dorp steekt een landtong in de zee uit, de Kaap van Pedassaare (Estisch: Pedassaare neem). De naam van het dorp betekent ‘Denneneiland’. Het schiereiland was ooit een eiland.
In het dorp staat een grove den die naar een schatting uit 1999 al sinds 1540 bestaat, de Pedassaare mänd.

## Geschiedenis
Pedassaare heette achtereenvolgens Betegensar (1464), Pettenyenzar of Pettenienzar (1469), Peddasahre (1699), Peddasaar (1796) en Paddasaar (1913). Het dorp lag op het landgoed van Saggad (Sagadi). De bewoners hielden zich van oudsher doorgaans bezig met de visvangst, maar vooral tussen de 13e en de 15e eeuw ook met het plunderen van gestrande schepen.

## Foto's

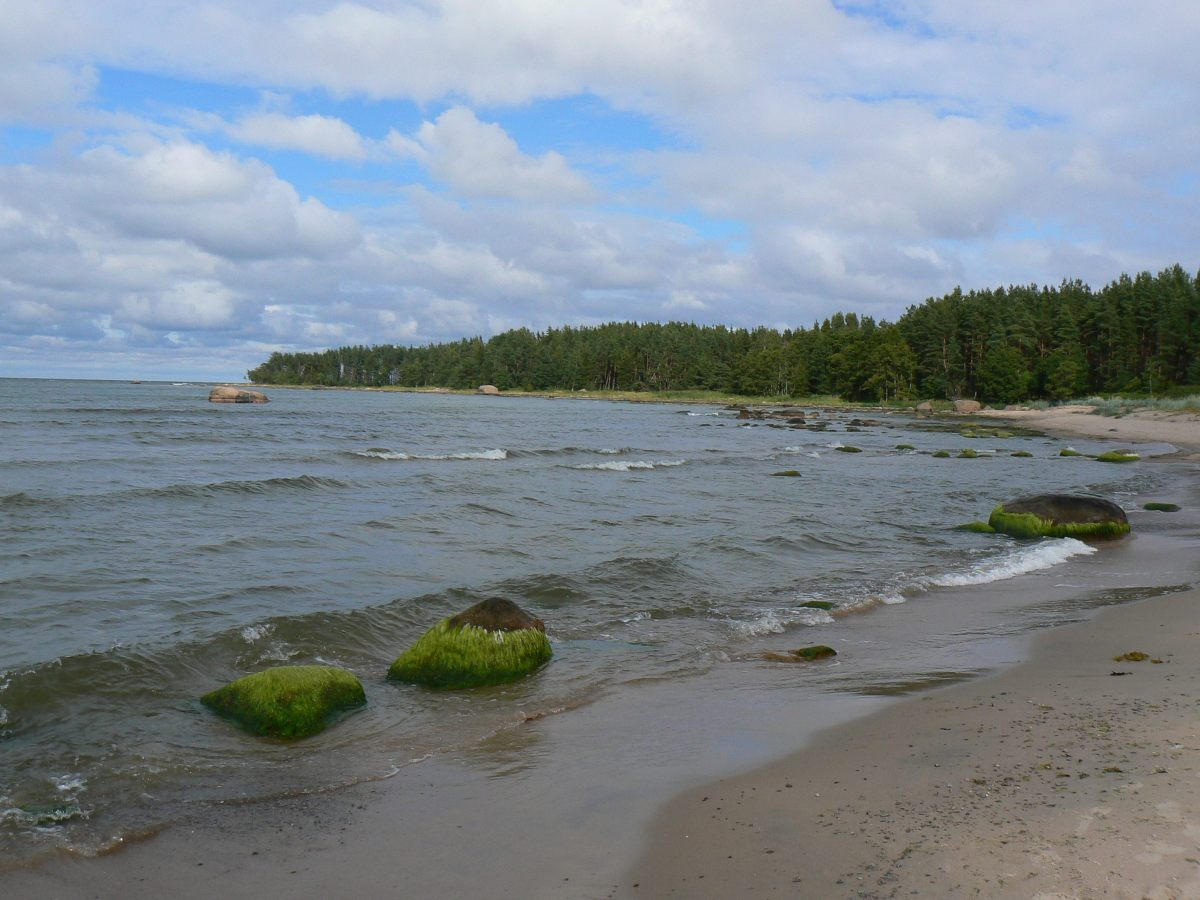
De Kaap van Pedassaare
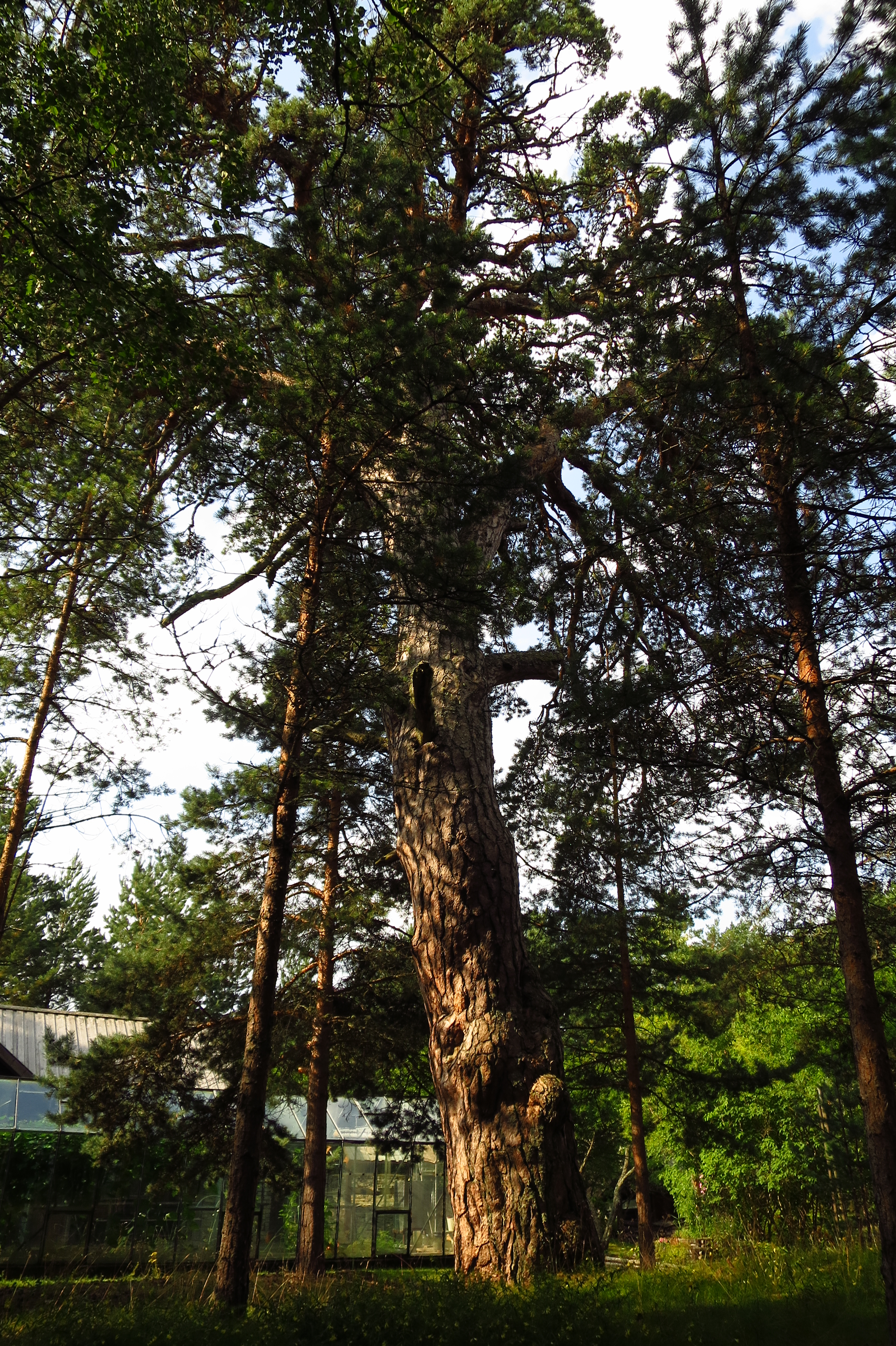
De Pedassaare mänd